# Alessandra Sensini
Alessandra Sensini (Grosseto, 26 de enero de 1970) es una deportista italiana que compitió en vela en las clases Mistral y RS:X. 
Participó en seis Juegos Olímpicos de Verano, entre los años 1992 y 2012, obteniendo en total cuatro medallas: bronce en Atlanta 1996 (Mistral), oro en Sídney 2000 (Mistral), bronce en Atenas 2004 (Mistral) y plata en Pekín 2008 (RS:X).
Ganó cuatro medallas en el Campeonato Mundial de Mistral entre los años 1997 y 2004, y siete medallas en el Campeonato Europeo de Mistral entre los años 1997 y 2003. También obtuvo cuatro medallas en el Campeonato Mundial de RS:X entre los años 2006 y 2012, y una medalla de plata en el Campeonato Europeo de RS:X de 2007.
En 2008 fue nombrada Regatista Mundial del Año por la Federación Internacional de Vela.

## Palmarés internacional
| Juegos Olímpicos   | Juegos Olímpicos          | Juegos Olímpicos  | Juegos Olímpicos |
| Año                | Lugar                     | Medalla           | Clase            |
| ------------------ | ------------------------- | ----------------- | ---------------- |
| 1996               | Atlanta (Estados Unidos)  | Medalla de bronce | Mistral          |
| 2000               | Sídney (Australia)        | Medalla de oro    | Mistral          |
| 2004               | Atenas (Grecia)           | Medalla de bronce | Mistral          |
| Campeonato Mundial |                           |                   |                  |
| Año                | Lugar                     | Medalla           | Clase            |
| 1997               | Perth (Australia)         | Medalla de plata  | Mistral          |
| 2000               | Mar del Plata (Argentina) | Medalla de oro    | Mistral          |
| 2002               | Pattaya (Tailandia)       | Medalla de plata  | Mistral          |
| 2004               | Esmirna (Turquía)         | Medalla de oro    | Mistral          |
| Campeonato Europeo |                           |                   |                  |
| Año                | Lugar                     | Medalla           | Clase            |
| 1997               | Murcia (España)           | Medalla de oro    | Mistral          |
| 1998               | Maratón (Grecia)          | Medalla de plata  | Mistral          |
| 1999               | Puck (Polonia)            | Medalla de bronce | Mistral          |
| 2000               | Cádiz (España)            | Medalla de oro    | Mistral          |
| 2001               | Marsella (Francia)        | Medalla de oro    | Mistral          |
| 2002               | Neusiedl am See (Austria) | Medalla de oro    | Mistral          |
| 2003               | Palermo (Italia)          | Medalla de oro    | Mistral          |

| Juegos Olímpicos   | Juegos Olímpicos         | Juegos Olímpicos  | Juegos Olímpicos |
| Año                | Lugar                    | Medalla           | Clase            |
| ------------------ | ------------------------ | ----------------- | ---------------- |
| 2008               | Pekín (China)            | Medalla de plata  | RS:X             |
| Campeonato Mundial |                          |                   |                  |
| Año                | Lugar                    | Medalla           | Clase            |
| 2006               | Torbole (Italia)         | Medalla de oro    | RS:X             |
| 2008               | Auckland (Nueva Zelanda) | Medalla de oro    | RS:X             |
| 2010               | Kerteminde (Dinamarca)   | Medalla de plata  | RS:X             |
| 2012               | Cádiz (España)           | Medalla de bronce | RS:X             |
| Campeonato Europeo |                          |                   |                  |
| Año                | Lugar                    | Medalla           | Clase            |
| 2007               | Limassol (Chipre)        | Medalla de plata  | RS:X             |